# Astyanax robustus
Astyanax robustus är en fiskart som beskrevs av Meek 1912. Astyanax robustus ingår i släktet Astyanax och familjen Characidae. Inga underarter finns listade.